# Gojwane
Gojwane è un villaggio del Botswana situato nel distretto Centrale, sottodistretto di Serowe Palapye. Il villaggio, secondo il censimento del 2011, conta 1.411 abitanti.

## Località
Nel territorio del villaggio sono presenti le seguenti 4 località:
- Gaithwa di 10 abitanti,
- Kanana di 74 abitanti,
- Komashe di 1 abitante,
- Sese Lands di 4 abitanti